# Emblème de la République arabe sahraouie démocratique
L'emblème de la République arabe sahraouie démocratique fut créé par le Front Polisario, mouvement politique fondé le 27 février 1976 dont l'objectif est de proclamer l'indépendance du territoire, récupéré par le Maroc après la rétrocession de l'Espagne.

## Présentation
L'emblème contient les éléments suivants: un croissant de lune et une étoile rouge qui symbolisent le monde islamique, deux fusils et deux drapeaux nationaux. Il est entouré de deux rameaux d'olivier. Dans la partie inférieure, sur un parchemin rouge avec la devise nationale en arabe : حرية ديمقراطية وحدة (en français: « Liberté, Démocratie, Unité »).